# Karel Macas
Karel Macas (* 26. října 1960 Duchcov) je český spisovatel, autor povídek, ilustrátor a karikaturista, autor divadelních her a režisér.

## Život
Vystudoval stavební obor, jehož součástí bylo i rýsování technických výkresů trubičkovým perem plněným tuší na pauzovací papír. Tuto techniku začal používat i pro své ilustrace a karikatury. Patří mezi zakládající členy České unie karikaturistů z roku 1990. Jeho kresby jsou uvedeny ve Velké knize českého humoru mezi dalšími 100 českými karikaturisty.

## Dílo

### Aktivity pro turistiku
V roce 2012 vymyslel a graficky ztvárnil postavu Jetíka pro Horskou službu. Je spoluautorem akce „S Jetíkem po českých horách“, která probíhala do roku 2015. Náplní této akce bylo zpopularizování sedmi českých a moravských pohoří, které má pod patronátem Horská služba.
Vydal kreslená desatera bezpečnosti: desatera chování turistů v letních a zimních horách pro Horskou službu; vodácké desatero pro Asociaci vodní turistiky a sportu; lezecké desatero pro lezení na umělých stěnách pro Hudy sport a cyklistické desatero vydané jako omalovánky pro bezpečnost na cyklostezkách.
Od roku 2014 pravidelně kreslí komiksy do časopisu Lidé a hory o slavných historických milnících českého a světového horolezectví.
Je autorem městské hry „Putování za zvířátky“ ukrytými v erbech, sochách a znameních v Litoměřicích a městské hry „Po stopách Karla Hynka Máchy“. Dále je autorem „Průnikové hry do tajů bývalého železničního nádraží“ v Kouzelném světě přednosty Artura, včetně všech brožurek k nalezení sedmi skřítků na Zrušené zastávce. Následně pak v roce 2019 získal ocenění „Srdcař Litoměřic“.

### Knihy a divadelní hry
Napsal vodáckou knihu „Povídky podle písmenek pro poříční plavce“ seskládané pouze z písmenek začínajících stejným písmenkem od „A“ až do „Ž“. Je autorem a ilustrátorem knihy „Příběhy sedmi železničních skřítků“ a ilustrátorem knih „Já, Ovosan“ a „Metodické příručky pro potápěče“.
Pro divadlo napsal veršované divadelní hry, které sehráli ochotníci v Litoměřicích: „Praotec Čech do Čech nedošel, nýbrž doplaval“, „Putování po stopách José Rizala centrem Litoměřic“ k příležitosti výročí 130 let od příjezdu filipínského národního hrdiny do města. Dále: „800 let Litoměřic“ k příležitosti oslav 800 let od založení města. Hra o devíti dějstvích, Silvestrovské putování „Po stopách Karla Hynka Máchy“ a Silvestrovská železničářská hra „O sedmi železničních skřítcích ze Zrušené zastávky“.

### Česká Guinnessova kniha rekordů
Organizoval akce zapsané do České Guinnesovy knihy rekordů. V roce 2003 to byla akce: Po umělé horolezecké stěně vysoké 8,85 metru vylézt štafetově 1000× z nuly na vrchol Mt. Everestu 8848 metrů. V roce 2004: Po umělé horolezecké stěně vysoké 8,85 metru lézt štafetově 24 hodin a tak vylézt ze dna Mariánského příkopu na vrchol Mt. Everestu (vylezeno 28 kilometrů) a v roce 2005: Pod vodou obeplavat 50× ostrov na jezeře v Píšťanech u Litoměřic a tak symbolicky zdolat pod vodou 32 km dlouhý kanal La Manche z Calais do Doveru.
V roce 2000 vylezl společně s kamarády nejvyšší vrcholy všech evropských států. Akce byla zahájena 21. června 1997 výstupem na nejvyšší vrchol Čech, na Sněžku 1608 m n. m. Do konce roku 2000 bylo pak vylezeno všech 44 vrcholů tehdejších evropských států. Zároveň každoročně od roku 2000 pořádal akci Voda 2000 s cílem uplutí dvou tisíc kilometrů po českých a moravských řekách pouze o víkendu blízkém letnímu Slunovratu tj. kolem 21. června.